# Tre Valli Varesine 1968
La Tre Valli Varesine 1968, quarantottesima edizione della corsa, si svolse il 10 agosto 1968 su un percorso di 250,9 km. La vittoria fu appannaggio del belga Eddy Merckx, che completò il percorso in 6h25'58", precedendo gli italiani Michele Dancelli e Gianni Motta.
Sul traguardo di Varese 41 ciclisti portarono a termine la competizione.

## Ordine d'arrivo (Top 10)
| Pos. | Corridore              | Squadra    | Tempo    |
| ---- | ---------------------- | ---------- | -------- |
| 1    | Eddy Merckx            | Faema      | 6h25'58" |
| 2    | Michele Dancelli       | Pepsi Cola | a 1'25"  |
| 3    | Gianni Motta           | Molteni    | a 1'26"  |
| 4    | Marino Basso           | Molteni    | a 3'30"  |
| 5    | Martin Van Den Bossche | Faema      | s.t.     |
| 6    | Dino Zandegù           | Salvarani  | s.t.     |
| 7    | Aldo Moser             | Pepsi Cola | s.t.     |
| 8    | Mario Anni             | Molteni    | s.t.     |
| 9    | Alfio Poli             | Filotex    | s.t.     |
| 10   | Giampaolo Cucchietti   | Max Meyer  | s.t.     |